# 斯特凡妮·高姆尼茨
斯特凡妮·高姆尼茨（德語：Stephanie Gaumnitz，1987年10月21日—），旧姓波尔（Pohl），德国女子自行车运动员，2014年世界场地自行车锦标赛女子记分赛银牌得主、2015年世界场地自行车锦标赛女子记分赛金牌得主、2016年世界公路自行车锦标赛女子团体计时赛铜牌得主、2017年世界公路自行车锦标赛女子团体计时赛铜牌得主。